# درشک (سلماس)
درشک (سلماس)، روستایی از توابع بخش مرکزی شهرستان سلماس در استان آذربایجان غربی ایران است.

## جمعیت
این روستا در دهستان زولاچای قرار دارد و براساس سرشماری مرکز آمار ایران در سال ۱۳۸۵، جمعیت آن ۵۰۸ نفر (۱۱۶خانوار) بوده‌است.